# Spaniens Grand Prix 1981
Spaniens Grand Prix 1981 var det sjunde av 15 lopp ingående i formel 1-VM 1981.  

## Rapport
Kanadensaren Gilles Villeneuve vann loppet och de fem främsta förarna kom i mål inom 1,24 sekunder, vilket gör detta till ett av de tätaste racen i F1-historien.

## Resultat
1. Gilles Villeneuve, Ferrari, 9 poäng
2. Jacques Laffite, Ligier-Matra, 6
3. John Watson, McLaren-Ford, 4
4. Carlos Reutemann, Williams-Ford, 3
5. Elio de Angelis, Lotus-Ford, 2
6. Nigel Mansell, Lotus-Ford, 1
7. Alan Jones, Williams-Ford
8. Mario Andretti, Alfa Romeo
9. René Arnoux, Renault
10. Bruno Giacomelli, Alfa Romeo
11. Chico Serra, Fittipaldi-Ford
12. Keke Rosberg, Fittipaldi-Ford
13. Patrick Tambay, Theodore-Ford
14. Eliseo Salazar, Ensign-Ford
15. Didier Pironi, Ferrari
16. Derek Daly, March-Ford

### Förare som bröt loppet
- Eddie Cheever, Tyrrell-Ford (varv 62, för få varv)
- Jean-Pierre Jabouille, Ligier-Matra (51, bromsar)
- Hector Rebaque, Brabham-Ford (46, växellåda)
- Siegfried Stohr, Arrows-Ford (43, tändning)
- Nelson Piquet, Brabham-Ford (43, olycka)
- Alain Prost, Renault (28, snurrade av)
- Riccardo Patrese, Arrows-Ford (21, bromsar)
- Andrea de Cesaris, McLaren-Ford (9, olycka)

### Förare som ej startade
- Emilio de Villota, Team Emilio de Villota (Williams-Ford)

### Förare som ej kvalificerade sig
- Michele Alboreto, Tyrrell-Ford
- Beppe Gabbiani, Osella-Ford
- Tommy Borgudd, ATS-Ford
- Brian Henton, Toleman-Hart
- Derek Warwick, Toleman-Hart
- Giorgio Francia, Osella-Ford

## VM-ställning
| Förarmästerskapet 1. Carlos Reutemann, Williams-Ford, 37 2. Alan Jones, Williams-Ford, 24 3. Nelson Piquet, Brabham-Ford, 22 | Konstruktörsmästerskapet 1. Williams-Ford, 61 2. Ferrari, 26 3. Brabham-Ford, 25 |